# 南科伦巴塔伊
南科伦巴塔伊是巴西巴拉那州的一个市镇。